# Elizeusz (Fomkin)
Elizeusz, imię świeckie Aleksandr Jewgienjewicz Fomkin (ur. 8 maja 1963 w Wołgogradzie) – rosyjski biskup prawosławny. 

## Życiorys
Pochodził z rodziny urzędniczej. W latach 1981–1983 odbywał zasadniczą służbę wojskową, następnie do 1991 pracował jako ślusarz, elektromonter i uczestniczył w ekspedycjach geologicznych. W 1992 ukończył szkołę duchowną w Wołgogradzie. 2 sierpnia 1992 w soborze Kazańskiej Ikony Matki Bożej w Wołgogradzie arcybiskup wołgogradzki i kamyszyński Herman wyświęcił go na diakona, zaś 9 sierpnia 1992 – na kapłana. Od święceń do lutego 1993 służył w cerkwi Trójcy Świętej przy monasterze Ducha Świętego w Wołgogradzie. Następnie był proboszczem parafii św. Mikołaja w Wołgogradzie (do lipca 1993), proboszczem parafii św. Tichona, patriarchy moskiewskiego (do sierpnia 1995), proboszczem cerkwi św. Paraskiewy w Wołgogradzie (do lutego 1997) dodatkowo od 1994 do 2000 spowiednikiem sióstr monasteru Wniebowstąpienia Pańskiego w Dubowce. 19 kwietnia 1995 złożył wieczyste śluby mnisze przed arcybiskupem wołgogradzkim Hermanem, przyjmując imię mnisze Elizeusz. Od 1995 był spowiednikiem duchowieństwa całej eparchii wołgogradzkiej. W 1997 został dziekanem dekanatu monastyrskiego eparchii wołgogradzkiej. W 2001 w trybie zaocznym ukończył naukę w seminarium duchownym w Petersburgu, zaś w 2005 – wyższe studia teologiczne w Petersburskiej Akademii Duchownej z tytułem kandydata nauk teologicznych. W 2004 otrzymał godność ihumena, zaś w 2011 został przełożonym monasteru Trójcy Świętej w Biełogorsku.
15 marca 2012 Święty Synod Rosyjskiego Kościoła Prawosławnego nominował go na biskupa uriupińskiego i nowoannińskiego, pierwszego ordynariusza nowo powołanej eparchii. W związku z tą nominacją został 18 marca 2012 podniesiony do godności archimandryty. Jego chirotonia biskupia miała miejsce 31 marca 2012 w cerkwi Tichwińskiej Ikony Matki Bożej w Moskwie z udziałem konsekratorów: patriarchy moskiewskiego i całej Rusi Cyryla, metropolitów sarańskiego i mordowskiego Warsonofiusza, wołgogradzkiego i kamyszyńskiego Hermana, arcybiskupa istrińskiego Arseniusza, biskupów sołniecznogorskiego Sergiusza, podolskiego Tichona i woskriesienskiego Sawy.